# Tectaria pascoensis
Tectaria pascoensis är en ormbunkeart som beskrevs av A. Rojas. Tectaria pascoensis ingår i släktet Tectaria och familjen Tectariaceae. Inga underarter finns listade.